# هنا الزاهد

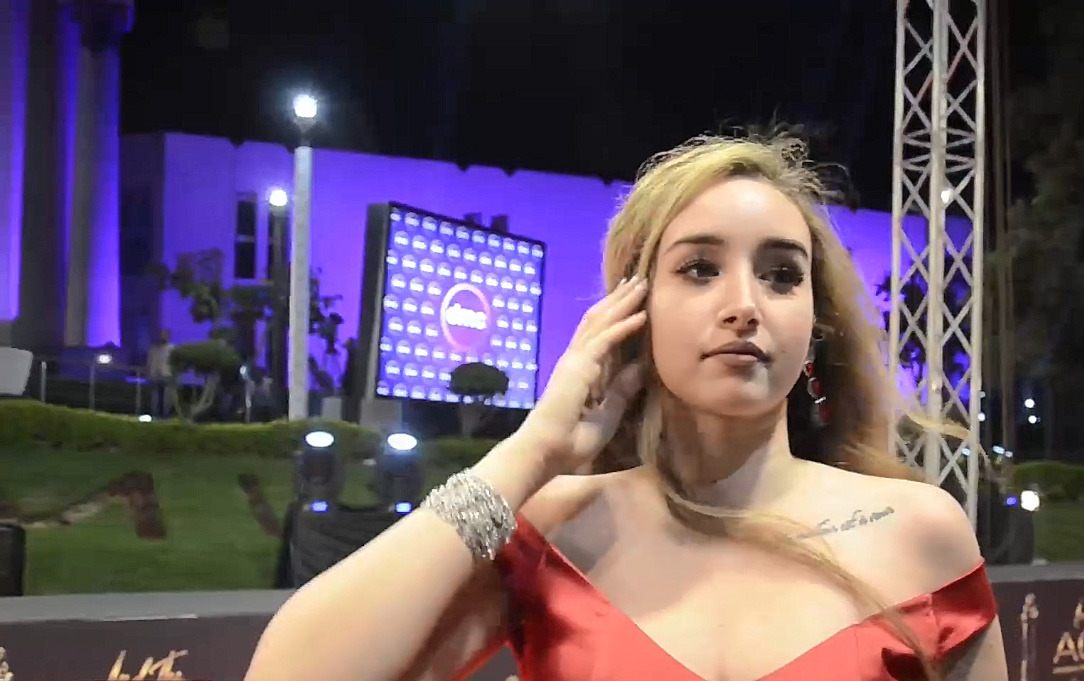

هنا الزاهد (زاده ۵ ژانویه ۱۹۹۴) بازیگر و مجری مصری است. او در سریال Sk on Your Sisters که از شبکه MBC مصر پخش می‌شد نقش اصلی را ایفا کرد و سپس با چندین نقش به سمت ستاره شدن رفت تا اینکه در فیلم داستان عشق در نقش اصلی بازی کرد.
مادر هنا زاهد شیرین المنظلوی و پدرش طلعت زکریا است.
در ۱۵ اوت ۲۰۱۸، هنا الزاهد نامزدی خود را با احمد فهمی در یک مهمانی خانوادگی جشن گرفت. در ۱۱ سپتامبر ۲۰۱۹، آنها در مراسمی بزرگ با حضور بسیاری از ستارگان هنر جشن ازدواج خود را برگزار کردند.